# Przejście graniczne Zosin-Uściług
Przejście graniczne Zosin-Uściług – polsko-ukraińskie drogowe przejście graniczne położone w województwie lubelskim, w powiecie hrubieszowskim, w gminie Horodło, w miejscowości Zosin.

## Opis
Przejście graniczne Zosin-Uściług, zostało uruchomione 10 października 1995 roku, początkowo wyłącznie dla uproszczonego ruchu granicznego. Dopuszczony był ruch osobowy, na podstawie przepustek dla obywateli Polski i Ukrainy. Organy Straży Granicznej dokonywały odprawy granicznej i celnej. 15 września 2000 roku uzyskało status ogólnodostępne z miejscem odprawy granicznej dla osób wyjeżdżających z Polski na Ukrainę na terytorium Ukrainy, a wjeżdżający do Polski z Ukrainy na terytorium Polski. Czynne jest przez całą dobę. Dopuszczony jest ruch osób i środków transportowych. Początkowo na podstawie przepustek uproszczony ruch graniczny, a następnie zmieniono na mały ruch graniczny.
Do przejścia granicznego dochodzą polska droga krajowa nr 74 i ukraińska N22.
Odprawa graniczna dokonywana jest na terytorium Polski na 9 pasach ruchu:
- Wjazd do RP – 4 pasy ruchu:
  - 1 pas ruchu (UE, EOG, CH),
  - 3 pasy ruchu (All Passports).
- Wyjazd z RP – 5 pasów ruchu:
  - 1 pas ruchu (UE, EOG, CH),
  - 4 pasy ruchu (All Passports).

### Podmioty odpowiedzialne
Stan z 22 lipca 2015
Podmioty odpowiedzialne za dokonywanie kontroli osób, towarów i pojazdów przekraczających granicę:
- Kontrola graniczna: Placówka Straży Granicznej w Hrubieszowie[a][8] z własnym systemem łączności.
- Kontrola celna: Oddział Celny w Zosinie (Izba Celna Biała Podlaska, Urząd Celny w Zamościu) z wydzieloną siecią IP.

Administracja przejścia:
- Zespół Drogowego Przejścia Granicznego w Zosinie i Kolejowego Przejścia Granicznego w Hrubieszowie podległy Lubelskiemu Zarządowi Obsługi Przejść Granicznych – Wydział Zamiejscowy w Zamościu (stan zatrudnienia – 13 osób).

### Stanowiska odpraw, miejsca postojowe
Stan z 22 lipca 2015
- Polska i ukraińska kontrola graniczna i celna osób i pojazdów wjeżdżających do Polski odbywa się na terytorium RP, natomiast kontrolę wyjazdową z Polski i wjazdową na Ukrainę każda ze służb wykonuje na terytorium swojego państwa.
- Potokowa organizacja ruchu – kontrola graniczna i celna osób i pojazdów odbywa się na pasach odpraw
- Liczba stanowisk kontrolerskich w pawilonach kontroli paszportowo–celnej przy pasach odpraw w obu kierunkach:
  - Polskie służby – 19 (w tym: graniczna – 9, celna – 10)
  - Ukraińskie służby – 8 (w tym: graniczna – 4, celna – 4).

### Obiekty kubaturowe
Stan z 2 lutego 2015
- Budynek główny administracyjny: administrator przejścia, służby polskie i ukraińskie (łącznie 1 374,78 m² w tym: część polska 1 262,76 m², część ukraińska 112,02 m²)[b]
- Budynek techniczny administratora przejścia (567,04 m²)[b]
- Budynek kontroli szczegółowej samochodów osobowych i autobusów (497,26 m²)[b]
- Pawilony wartownicze Straży Granicznej: wjazd i wyjazd – 2 szt. (20,89 m² każdy)[b]
- Pawilony kontroli paszportowo–celnej przy pasach odpraw: 4 szt. służby polskie (łącznie 95,52 m²), 3 szt. służby ukraińskie (łącznie 95,52 m²)[b]
- Budynki sanitarne: wjazd i wyjazd – 2 szt. (80,13 m² każdy)[b]
- Budynek odpraw autobusów (382,78 m²)[b]
- Wiata gospodarcza, 4 boksy gospodarcze (łącznie 84 m²)[b]
- Kontener wartowniczy Straży Granicznej na moście granicznym (3,80 m²)[b]
- Wiaty nad stanowiskami kontroli paszportowo celnej: wjazd do Polski: 2 szt. (1 610 m² każda); wyjazd z Polski: 1 szt. (640 m²)[b].

### Inne elementy infrastruktury należące do przejścia granicznego
Stan z 22 lipca 2015
- Stacjonarny monitor promieniowania typu bramkowego – 1 zestaw
- Zapory drogowe (szlabany z ramieniem) – 53 szt.

### Obsługa podróżnych
Stan z 22 lipca 2015
- 2 toalety publiczne (wjazd, wyjazd)
- 2 kantory wymiany walut
- 4 automaty z napojami, parking dla podróżnych.

### Przejścia graniczne polsko-radzieckie
W okresie istnienia Związku Radzieckiego 24 stycznia 1986 roku zaczął funkcjonować tu polsko-radziecki Punkt Uproszczonego Przekraczania Granicy Zosin-Uściług. Przekraczanie granicy odbywało się na podstawie przepustek. Organy Wojsk Ochrony Pogranicza wykonywały odprawę graniczną i celną. Kontrolę graniczną i celną osób, towarów i środków transportu wykonywała Graniczna Placówka Kontrolna Hrubieszów.
1 stycznia 1964 roku funkcjonowało przejście graniczne uproszczonego ruchu granicznego Zosin, w którym kontrolę graniczną i celną osób, towarów oraz środków transportu wykonywała 3 placówka WOP Hrubieszów.